# Velká cena Velké Británie silničních motocyklů 2007
Velká cena Velké Británie se uskutečnila od 22.-24. června, 2007 na okruhu Donington Park.

## Moto GP
Po fantastické bitvě Valentina Rossiho a Caseyho Stonera v Katalánsku byli fanoušci nažhaveni na neméně napínavý souboj v Donington Parku. Ovšem na britských ostrovech je nejvíce nevyzpytatelné počasí a na neděli byla předpovídána velká šance deště.
Casey Stoner prodloužil smlouvu s Ducati i na rok 2008 bylo oznámeno, že na konci sezóny by měl s Ducati vyjednávat i na léta 2009 a 2010.
Herve Poncharal, šéf týmu Tech 3 Yamaha potvrdil zájem o jezdce Superbiků Jamese Toselanda.
Loňské vítězství zde obhajoval obhajovat Daniel Pedrosa, který letos ještě nevyhrál. Před Velkou cenou Velké Británie si jezdci Repsol Hondy pochvalovali zlepšení současné osmistovky a hlavně pneumatik Micheline.
Náhrada za Oliviera Jacqua byla před závodem jasná. Stal se jí Australan Anthony West, který je znám svým uměním jízdy na mokrém povrchu. To jestli bude startovat v Kawasaki i do konce sezóny ještě nebylo rozhodnuto.
Také se zde objevily první dohady o možném závodě na okruhu Indianapolis v USA. Tam od příštího roku nebudou startovat vozy formule 1, místo kterých by se zde měla jet kategorie MotoGP.

### Kvalifikace
| *                                                 | *                                                 | *                                                |
| _______1_______ Colin Edwards Yamaha 1:28.531     |                                                   |                                                  |
|                                                   | _______2_______ Valentino Rossi Yamaha 1:28.677   |                                                  |
|                                                   |                                                   | _______3_______ Daniel Pedrosa Honda 1:28.863    |
| _______4_______ Nicky Hayden Honda 1:29.025       |                                                   |                                                  |
|                                                   | _______5_______ Casey Stoner Ducati 1:29.061      |                                                  |
|                                                   |                                                   | _______6_______ John Hopkins Suzuki 1:29.073     |
| _______7_______ Carlos Checa Honda 1:29.281       |                                                   |                                                  |
|                                                   | _______8_______ Randy de Puniet Kawasaki 1:29.415 |                                                  |
|                                                   |                                                   | _______9_______ Marco Melandri Honda 1:29.498    |
| _______10_______ Toni Elias Honda 1:29.711        |                                                   |                                                  |
|                                                   | _______11_______ Shinya Nakano Honda 1:29.718     |                                                  |
|                                                   |                                                   | _______12_______ Chris Vermeulen Suzuki 1:29.793 |
| _______13_______ Loris Capirossi Ducati 1:29.900  |                                                   |                                                  |
|                                                   | _______14_______ Alex Hofmann Ducati 1:29.911     |                                                  |
|                                                   |                                                   | _______15_______ Alex Barros Ducati 1:30.071     |
| _______16_______ Sylvain Guintoli Yamaha 1:30.271 |                                                   |                                                  |
|                                                   | _______17_______ Anthony West Kawasaki 1:30.718   |                                                  |
|                                                   |                                                   | _______18_______ Makoto Tamada Yamaha 1:30.800   |
| _______19_______ Kurtis Roberts KR212V 1:31.543   |                                                   |                                                  |
| ------------------------------------------------- | ------------------------------------------------- | ------------------------------------------------ |

### Závod
| Pos | #  | Jezdec           | Stroj    | Kola | Čas       | Rošt | Body |
| --- | -- | ---------------- | -------- | ---- | --------- | ---- | ---- |
| 1   | 27 | Casey Stoner     | Ducati   | 30   | 51:40.739 | 5    | 25   |
| 2   | 5  | Colin Edwards    | Yamaha   | 30   | +11.768   | 1    | 20   |
| 3   | 71 | Chris Vermeulen  | Suzuki   | 30   | +15.678   | 12   | 16   |
| 4   | 46 | Valentino Rossi  | Yamaha   | 30   | +21.827   | 2    | 13   |
| 5   | 21 | John Hopkins     | Suzuki   | 30   | +35.518   | 6    | 11   |
| 6   | 14 | Randy de Puniet  | Kawasaki | 30   | +36.464   | 8    | 10   |
| 7   | 4  | Alex Barros      | Ducati   | 30   | +38.094   | 15   | 9    |
| 8   | 26 | Daniel Pedrosa   | Ducati   | 30   | +38.992   | 3    | 8    |
| 9   | 66 | Alex Hofmann     | Ducati   | 30   | +39.239   | 14   | 7    |
| 10  | 33 | Marco Melandri   | Honda    | 30   | +1:01.526 | 9    | 6    |
| 11  | 13 | Anthony West     | Kawasaki | 30   | +1:06.486 | 17   | 5    |
| 12  | 24 | Toni Elias       | Honda    | 30   | +1:34.074 | 10   | 4    |
| 13  | 80 | Kurtis Roberts   | KR212V   | 29   | +1 kolo   | 19   | 3    |
| 14  | 56 | Shinya Nakano    | Honda    | 29   | +1 kolo   | 11   | 2    |
| 15  | 6  | Makoto Tamada    | Yamaha   | 28   | +2 kola   | 18   | 1    |
| 16  | 50 | Sylvain Guintoli | Yamaha   | 28   | +2 kola   | 16   |      |
| 17  | 1  | Nicky Hayden     | Honda    | 26   | +4 kola   | 4    |      |
| Ret | 65 | Loris Capirossi  | Ducati   | 24   | Nehoda    | 13   |      |
| Ret | 7  | Carlos Checa     | Honda    | 4    | Nehoda    | 7    |      |

### Průběžná klasifikace jezdců a týmů
| Pos | #  | Jezdec          | Stroj  | Body |
| --- | -- | --------------- | ------ | ---- |
| 1   | 27 | Casey Stoner    | Ducati | 165  |
| 2   | 46 | Valentino Rossi | Yamaha | 139  |
| 3   | 26 | Daniel Pedrosa  | Honda  | 106  |
| 4   | 71 | Chris Vermeulen | Suzuki | 88   |
| 5   | 21 | John Hopkins    | Suzuki | 83   |
| 6   | 33 | Marco Melandri  | Honda  | 81   |
| 7   | 5  | Colin Edwards   | Yamaha | 65   |
| 8   | 4  | Alex Barros     | Ducati | 60   |
| 9   | 65 | Loris Capirossi | Ducati | 57   |
| 10  | 24 | Toni Elias      | Honda  | 49   |

| Pos | Tým                  | Továrna  | Body |
| --- | -------------------- | -------- | ---- |
| 1   | Ducati Marlboro Team | Ducati   | 222  |
| 2   | Fiat Yamaha Team     | Yamaha   | 199  |
| 3   | Rizla Suzuki MotoGP  | Suzuki   | 171  |
| 4   | Repsol Honda Team    | Honda    | 147  |
| 5   | Honda Gresini        | Honda    | 130  |
| 6   | Pramac d'Antin       | Ducati   | 105  |
| 7   | Kawasaki Racing Team | Kawasaki | 54   |
| 8   | Dunlop Yamaha Tech 3 | Yamaha   | 33   |
| 9   | Konica Minolta Honda | Honda    | 21   |
| 10  | Honda LCR            | Honda    | 20   |
| 11  | Team Roberts         | KR212V   | 7    |

| Pos | Továrna  | Body |
| --- | -------- | ---- |
| 1   | Ducati   | 168  |
| 2   | Yamaha   | 146  |
| 3   | Honda    | 133  |
| 4   | Suzuki   | 111  |
| 5   | Kawasaki | 49   |
| 6   | KR212V   | 7    |

## 250 cc

### Kvalifikace
| *                                                   | *                                                | *                                                | *                                                 |
| _______1_______ Alex de Angelis Aprilia 1:32.391    |                                                  |                                                  |                                                   |
|                                                     | _______2_______ Jorge Lorenzo Aprilia 1:32.801   |                                                  |                                                   |
|                                                     |                                                  | _______3_______ Julian Simon Honda 1:33.043      |                                                   |
|                                                     |                                                  |                                                  | _______4_______ Alvaro Bautista Aprilia 1:33.096  |
| _______5_______ Mika Kallio KTM 1:33.130            |                                                  |                                                  |                                                   |
|                                                     | _______6_______ Andrea Dovizioso Honda 1:33.170  |                                                  |                                                   |
|                                                     |                                                  | _______7_______ Marco Simoncelli Gilera 1:33.179 |                                                   |
|                                                     |                                                  |                                                  | _______8_______ Hector Barbera Aprilia 1:33.209   |
| _______9_______ Thomas Lüthi Aprilia 1:33.211       |                                                  |                                                  |                                                   |
|                                                     | _______10_______ Hiroshi Aoyama KTM 1:33.390     |                                                  |                                                   |
|                                                     |                                                  | _______11_______ Yuki Takahashi Honda 1:33.555   |                                                   |
|                                                     |                                                  |                                                  | _______12_______ Shuhei Aoyama Honda 1:34.026     |
| _______13_______ Roberto Locatelli Gilera 1:34.046  |                                                  |                                                  |                                                   |
|                                                     | _______14_______ Fabrizio Lai Aprilia 1:34.065   |                                                  |                                                   |
|                                                     |                                                  | _______15_______ Eugene Laverty Honda 1:34.489   |                                                   |
|                                                     |                                                  |                                                  | _______16_______ Aleix Espargaro Aprilia 1:34.634 |
| _______17_______ Ratthapark Wilairot Honda 1:34.857 |                                                  |                                                  |                                                   |
|                                                     | _______18_______ Alex Baldolini Aprilia 1:35.033 |                                                  |                                                   |
|                                                     |                                                  | _______19_______ Dirk Heidolf Aprilia 1:35.237   |                                                   |
|                                                     |                                                  |                                                  | _______20_______ Jules Cluzel Aprilia 1:35.398    |
| _______21_______ Dan Linfoot Aprilia 1:35.448       |                                                  |                                                  |                                                   |
|                                                     | _______22_______ Taro Sekiguchi Aprilia 1:35.705 |                                                  |                                                   |
|                                                     |                                                  | _______23_______ Imre Toth Aprilia 1:35.812      |                                                   |
|                                                     |                                                  |                                                  | _______24_______ Karel Abraham Aprilia 1:35.815   |
| _______25_______ Efren Vazquez Aprilia 1:35.819     |                                                  |                                                  |                                                   |
|                                                     | _______26_______ Toby Markham Yamaha 1:38.733    |                                                  |                                                   |
| --------------------------------------------------- | ------------------------------------------------ | ------------------------------------------------ | ------------------------------------------------- |

### Závod
| Pos | #  | Jezdec              | Stroj   | Kola | Čas       | Rošt | Body |
| --- | -- | ------------------- | ------- | ---- | --------- | ---- | ---- |
| 1   | 34 | Andrea Dovizioso    | Honda   | 27   | 48:40.173 | 6    | 25   |
| 2   | 3  | Alex de Angelis     | Aprilia | 27   | +22.102   | 1    | 20   |
| 3   | 4  | Hiroshi Aoyama      | KTM     | 27   | +1:03.137 | 10   | 16   |
| 4   | 55 | Yuki Takahashi      | Honda   | 27   | +1:03.370 | 11   | 13   |
| 5   | 73 | Shuhei Aoyama       | Honda   | 27   | +1:25.269 | 12   | 11   |
| 6   | 36 | Mika Kallio         | KTM     | 27   | +2:07.333 | 5    | 10   |
| 7   | 60 | Julian Simon        | Honda   | 26   | +1 kolo   | 3    | 9    |
| 8   | 8  | Ratthapark Wilairot | Honda   | 26   | +1 kolo   | 17   | 8    |
| 9   | 45 | Dan Linfoot         | Aprilia | 26   | +1 kolo   | 21   | 7    |
| 10  | 17 | Karel Abraham       | Aprilia | 26   | +1 kolo   | 24   | 6    |
| 11  | 32 | Fabrizio Lai        | Aprilia | 26   | +1 kolo   | 14   | 5    |
| 12  | 28 | Dirk Heidolf        | Aprilia | 26   | +1 kolo   | 19   | 4    |
| 13  | 44 | Taro Sekiguchi      | Aprilia | 26   | +1 kolo   | 22   | 3    |
| 14  | 25 | Alex Baldolini      | Aprilia | 26   | +1 kolo   | 18   | 2    |
| 15  | 10 | Imre Toth           | Aprilia | 26   | +1 kolo   | 23   | 1    |
| 16  | 7  | Efren Vazquez       | Aprilia | 25   | +2 kola   | 25   |      |
| 17  | 81 | Toby Markhan        | Yamaha  | 25   | +2 kola   | 26   |      |
| Ret | 41 | Aleix Espargaro     | Aprilia | 23   | Porucha   | 16   |      |
| Ret | 15 | Roberto Locatelli   | Gilera  | 14   | Nehoda    | 13   |      |
| Ret | 16 | Jules Cluzel        | Aprilia | 14   | Porucha   | 20   |      |
| Ret | 1  | Jorge Lorenzo       | Aprilia | 10   | Nehoda    | 2    |      |
| Ret | 12 | Thomas Lüthi        | Aprilia | 10   | Nehoda    | 9    |      |
| Ret | 58 | Marco Simoncelli    | Gilera  | 9    | Nehoda    | 7    |      |
| Ret | 19 | Alvaro Bautista     | Aprilia | 8    | Nehoda    | 4    |      |
| Ret | 50 | Eugene Laverty      | Honda   | 6    | Nehoda    | 15   |      |
| Ret | 80 | Hector Barbera      | Aprilia | 5    | Nehoda    | 8    |      |

### Průběžná klasifikace jezdců a továren
| Pos | #  | Jezdec           | Stroj   | Body |
| --- | -- | ---------------- | ------- | ---- |
| 1   | 1  | Jorge Lorenzo    | Aprilia | 153  |
| 2   | 34 | Andrea Dovizioso | Honda   | 142  |
| 3   | 3  | Alex de Angelis  | Aprilia | 135  |
| 4   | 19 | Alvaro Bautista  | Aprilia | 100  |
| 5   | 80 | Hector Barbera   | Aprilia | 71   |
| 6   | 60 | Julian Simon     | Honda   | 61   |
| 7   | 12 | Thomas Lüthi     | Aprilia | 56   |
| 8   | 36 | Mika Kallio      | KTM     | 50   |
| 9   | 73 | Shuhei Aoyama    | Honda   | 48   |
| 10  | 4  | Hiroshi Aoyama   | KTM     | 42   |

| Pos | Továrna | Body |
| --- | ------- | ---- |
| 1   | Aprilia | 190  |
| 2   | Honda   | 142  |
| 3   | KTM     | 66   |
| 4   | Gilera  | 41   |